# Taeniophyllum crepidiforme
Taeniophyllum crepidiforme är en orkidéart som först beskrevs av George King och Robert Pantling, och fick sitt nu gällande namn av George King och Robert Pantling. Taeniophyllum crepidiforme ingår i släktet Taeniophyllum och familjen orkidéer. Inga underarter finns listade i Catalogue of Life.